# 太原作戦
太原作戦（たいげんさくせん）とは、日中戦争（支那事変）中の1937年（昭和12年）9月から11月までの間、日本の北支方面軍及び関東軍部隊によって行われた、山西省太原への進攻作戦である。太原攻略戦、山西作戦（さんせいさくせん）などとも呼ばれる。中国側呼称は太原会戦。

## 背景
1937年（昭和12年）の盧溝橋事件後、日本軍は北支那方面軍主力の平漢線・津浦線南下作戦を側面援護するため、8月中旬から第5師団と関東軍による察哈爾作戦を開始した。9月中旬、大同付近（内長城線外）を占領して作戦が一段落すると、方面軍司令部は広霊の第5師団に対し、河北省保定へ転進して平漢線沿いの作戦に参加するよう命令した。
方面軍の催促にもかかわらず、第5師団はすぐに転進しようとはしなかった。この時、閻錫山の山西軍（第2戦区軍）は内長城線沿いに集結して防御陣地を強化中であった。第5師団長板垣征四郎中将は、この敵軍を攻撃して長城を突破し、中国軍主力に打撃を与えて転進を容易にしようと決心していた。参謀本部や方面軍では、山西省を攻略するか否かについて意見が分かれていたが、第5師団との連絡は途切れがちで、師団の実情がはっきりわからなかった。また、中央は関東軍部隊をこれ以上前進させるつもりはなかったが、第5師団に同調している関東軍察哈爾（チャハル）派遣兵団 （長：東條英機中将）は積極的に内蒙や山西を攻略しようとしていた。
9月19日、板垣中将は「北支においてはおおむね綏遠―太原―石家荘―済南―青島の線を占め、ここに包合する資源を獲得し、そこに住む一億民衆を同僚として新北支政権を結成するを可とす」という意見を、私信として多田駿（参謀次長）・石原莞爾（参謀本部作戦部長）・寺内寿一（北支那方面軍司令官）の3人に発信した。参謀本部では、山西作戦を有利と考える武藤章作戦課長が、不拡大派で作戦に難色を示す石原と多田を説得した。板垣との関係が密接である石原部長は、滅多に手紙を書かない板垣からの熱心な意見に動かされた、と後年回想している。参謀本部作戦課では、板垣の意見した地域を占領確保する考えに固めようとしていた。
上海戦線へ大規模な増援を派遣する事態となって、石原作戦部長は辞表を提出した。不拡大派の石原が辞任した3日後、太原攻略の大命が参謀本部から下されることとなった（10月1日）。一方、北支那方面軍司令部でも第1課が山西作戦を要望していたが、第5師団を転進させるという寺内軍司令官の考えは変わらなかった。ところが10月1日、参謀総長から突如として太原攻略の命令を受領したため、すでに長城平型関を突破していた第5師団に対し太原攻略作戦の準備を命じた。

## 参加兵力

### 日本軍
- 北支那方面軍 - 司令官：寺内寿一大将
  - 第5師団 - 師団長：板垣征四郎中将、参謀：辻政信歩兵大尉 （歩兵第9旅団欠[9]）
    - 歩兵第21旅団 - 旅団長：三浦敏事少将 （三浦支隊）
      - 歩兵第21連隊、歩兵第42連隊

    - 作戦協力 - 関東軍察哈爾派遣兵団
      - 混成第2旅団 - 旅団長：関亀治少将
        - 十川支隊 - 支隊長：十川次郎歩兵大佐 （歩兵第1連隊基幹）

      - 混成第15旅団 - 旅団長：篠原誠一郎少将 （10月12日、第5師団指揮下に配属）
      - 堤支隊 - 支隊長：堤不夾貴歩兵中佐（第3独立守備隊の歩兵2個中隊、機関銃・歩兵砲・装甲車の各1個中隊）
      - 独立混成第1旅団（一部）
        - 戦車隊（村井支隊） - 戦車隊長：村井俊男歩兵大佐 
（九五式軽戦車・九二式重装甲車・八九式中戦車・九四式軽装甲車装備の4個中隊）
        - 独立歩兵第1連隊 - 連隊長：長谷川美代次歩兵大佐 （車載の機械化歩兵連隊）

    - 萱嶋支隊 - 支隊長：萱嶋高大佐 （支那駐屯歩兵第2連隊を基幹に戦車・騎兵・工兵各1個中隊を配属。10月7日、師団指揮下に）

  - 第1軍 - 軍司令官：香月清司中将
    - 第20師団 - 師団長：川岸文三郎中将
    - 昔陽支隊 - 長：谷藤長英少将 （第109師団歩兵第31旅団・1個連隊欠、師団主力は後続）

  - 臨時航空兵団 - 長：徳川好敏 中将

### 中国軍
山西軍、中央軍、四川軍など20個師以上の兵力。他に中国共産党軍（八路軍）約4～5万が山西省北部で遊撃戦を実施。
- 第2戦区 - 司令長官：閻錫山
  - 第6集団軍 - 総司令：楊愛源
  - 第7集団軍 - 総司令：傅作義
  - 第14集団軍 - 総司令：衛立煌
  - 第18集団軍（八路軍） - 総司令：朱徳
    - 第115師 - 師長：林彪 ほか2個師。

  - 娘子関守備軍 - 第2戦区副司令長官：黄紹竑

## 経過

### 平型関の戦い

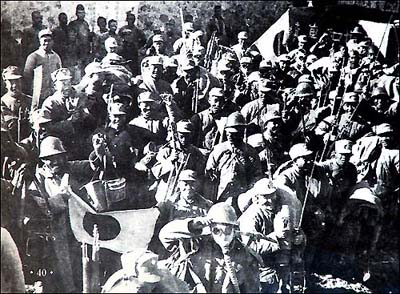
戦利品を掲げる八路軍第115師の兵士

9月21日、第5師団長板垣中将は歩兵第21旅団（三浦支隊）に対して、霊邱から大営鎮へ向かって追撃するよう命令した。22日、大営鎮へ向かう三浦支隊（歩兵3個大隊基幹）は、平型関（現在の霊丘県白崖台郷と繁峙県横澗郷の境界付近にある峠。）を前にして中国軍の激しい抵抗に遭遇、戦況は容易に進展しなかった。第2戦区司令長官閻錫山は平型関―雁門関―神池を結ぶ長城線に第6集団軍（司令：楊愛源）、第7集団軍（司令：傅作義）などの部隊を配置して抵抗を命じていた。その兵力はおよそ6～7万で、平型関では第6集団軍が日本軍を迎撃した。
9月中旬、中国共産党は国共合作協議に基づき第18集団軍（八路軍）を山西省入りさせ、第2戦区の作戦に協力した。第115師（師長：林彪）は日本軍の後方を襲撃するため平型関以東へ迂回して潜伏した。9月25日、増援を率いてきた傅作義指揮のもと、平型関正面の中国軍は陣前逆襲を行い、三浦支隊は包囲された。これに呼応して出撃した第115師は、小寒村―関溝村間で第5師団の輜重部隊を待ち伏せ攻撃した。襲撃されたのは兵站自動車中隊（前線から霊邱へ帰還中）と歩兵第21連隊の大行李（前線へ前進中）で、山間隘路の別地点でほぼ同時に全滅状態となった。死者は約150人、負傷者は約40人だった。中国共産党は、日本軍1万人余り（後に千人余り）を殲滅したと発表し、これが抗日戦争で初めての勝利であると宣伝した。その後この地には迂回・包囲作戦の成功を記念した建築物が建てられ反日プロパガンダに利用されている。
補給部隊が全滅したこともあり、三浦支隊では弾薬が底を突いていた。兵士たちの戦闘手段は、鹵獲した手榴弾や投石、白兵格闘だった。同9月25日、第5師団は三浦支隊が危機的状況に陥っていることを知ると、歩兵第42連隊を平型関へ急行させた。また、歩兵第21連隊主力は北から平型関の背後に進出しようとしていたが、三浦旅団の苦戦を知り28日に旅団主力に合流した。一方、関東軍は、9月22日に十川支隊を平型関方面に向かわせ第5師団に協力させた。2つの連隊を掌握した歩兵第21旅団（三浦支隊）は、29日から一斉に攻撃を実施、十川支隊もこれに協力した。しかしこの攻撃は成功しなかった。
そのころ、関東軍部隊は「第5師団が平型関を突破・大営鎮を占領し、繁峙へ向かって西進中」という情報（誤報）を得て、混成第15旅団と混成第2旅団を中国軍の退路遮断のため繁峙へ向かわせた。ところが長城線の茹越口で堅陣にぶつかり、混成第15旅団は9月27日から攻撃を開始、29日に突破して急進、繁峙を占領した。平型関正面の中国軍は後方を遮断され、9月30日総退却を開始した。しかし西方の繁峙方向へは退却せず、多くは南方の五台山方向へ撤退したため、兵力の少ない混成旅団は徹底的な打撃を与えることはできなかった。この日、三浦旅団は大営鎮に集結し戦力の回復に努めた。第5師団の損害は戦死270余人、戦傷800余人だった。

### 忻口鎮の戦い
10月2日、第5師団は「太原攻略」の命令を北支那方面軍より受領した。このとき、第5師団の歩兵第9旅団は国崎支隊として上海方面へ転出するため保定へ向かっており（歩兵第11連隊は保定到着後に鉄道で大同へ輸送され師団に復帰）、師団指揮下にある歩兵戦力は歩兵第21旅団だけだった。10月3日、整備を終えた歩兵第21旅団は大営鎮を出発、6日代県に集結した。10月4日、関東軍の諸部隊（混成第15旅団、堤支隊）が第5師団の指揮下に入り、10月7日には萱嶋支隊が同師団に配属された。当時、板垣師団長指揮下の兵力は、歩兵約16個大隊で、火砲は山砲21門、野砲44門、十糎榴弾砲20門、十五糎榴弾砲8門、十五糎加農砲2門の計95門だった。
独立混成第1旅団所属の村井戦車隊は原平鎮への進出を命じられ、10月2日に長城を突破し寧武を占領した。10月4日、混成第2旅団は崞県を、混成第15旅団は原平鎮を攻撃し、8日に崞県、10日に原平鎮をそれぞれ占領した。村井戦車隊は原平鎮や後の忻口鎮（現在の忻州市忻府区高城郷忻口村付近）の戦いに参加したが、中国軍が対戦車砲（3.7 cm PaK 36）を使用し始め、地形上の問題や、配属先の第5師団が機械化部隊の運用に無理解であったこともあり、4人の中隊長のうち2人が戦死、1人が重傷を負うという損害を受けた。
中国軍は、太原防衛のため約8万人の兵力（日本軍の判断では約14個師）を忻口鎮に集結させた。忻口鎮は太原の北の門戸として、険しい地形を利用し堅固な防御陣地が設けられていた。河北省から第14集団軍（4個師半）を率いてきた衛立煌はこの防衛戦で前敵総指揮を執った。正面を第14集団軍が防御し、右翼の第18集団軍は五台山に依拠して日本軍の後方線襲撃を担当、左翼の第6集団軍は同蒲線西側を防御した。

10月13日、日本軍は、混成第15旅団・堤支隊を右翼隊、第5師団主力が左翼隊として忻口鎮陣地への攻撃を開始した。しかし戦況は進展を見せず、ついに膠着状態に陥った。国崎支隊に所属する歩兵第11連隊は、保定に向かう途中で急遽支隊を離れて引き返し、列車で北平・大同を経由して10月17日に第5師団に復帰した。また、10月22日には萱島支隊も戦場に到着し24日から攻撃を再興したが、第一線陣地を若干突破したのみで再び膠着状態となってしまった。北支那方面軍は余裕の無い戦力の中から、さらに独立歩兵第1連隊などの兵力を第5師団方面へ差し向けた。
忻口鎮の戦いは、11月3日に中国軍が総退却するまでの3週間にわたって繰り広げられ、山西省で最大の激戦となった。この戦いでの第5師団（混成第15旅団などの配属部隊を含む）の戦死者は1,651人、負傷者4,594人だった。第21旅団長・三浦敏事少将の負傷後送をはじめ、大隊長・中隊長以下の将校の損害も甚大であった。

### 娘子関の戦い
正太線沿いの娘子関周辺には、山西省東部の防衛線として、太行山脈の険しい地形を利用した半永久洞窟陣地が幾重にも構築されていた。日本軍の判断では、守備する中国軍兵力は約13個師（山西軍・中央軍・四川軍・孫連仲軍）とみられた。
平漢線に沿って南下してきた第1軍（軍司令官：香月清司中将）は、石家荘攻略の際に第20師団の一部を太原へ向けて追撃させていたが、娘子関付近で激戦になった。10月19日、第1軍は第20師団の全力で前面の敵を撃破するよう命令し、第109師団の一部（昔陽支隊）を南に並行して昔陽へ向かわせた。娘子関正面の抵抗は頑強で、10月26日になっても突破することができなかった。第20師団は一部を手薄な左側から迂回させ、娘子関の背後に進出させた。このため中国軍は全面的に後退を開始し、追撃をおこなう第20師団は10月30日に陽泉を、11月2日に寿陽を占領した。昔陽支隊は11月2日に昔陽へ進出した。寿陽は太原の東方約50キロの地点で、日本軍が東から太原へ迫ったことで忻口鎮陣地の中国軍は動揺し始めた。そして11月3日夕刻、中国軍は総退却した。
忻口鎮や娘子関での苦戦を知った北支那方面軍司令官・寺内寿一大将は、第1軍司令部（石家荘）を訪れた際に「元来、山西に進入したことが、大なる誤算であって、東條と板垣の合作によって無謀に前進し、ついに、かくの如き失態を、かもした」と言い放ったとされる。ただ、寺内自身は不拡大派というわけではなく、河北省から南下して山東省を攻略し、黄河の線（徐州）まで前進することを希望しており、参謀本部は極力これを抑えていた。

### 太原の占領
忻口鎮の中国軍の退却を知った第5師団は、一挙太原までの追撃を開始した。11月4日に開城鎮の陣地線を突破、翌5日には太原周辺の第一線陣地を突破して太原の北に進出し、第20師団も太原の南東から接近した。第2戦区前敵総指揮官・衛立煌は中国軍主力の太原以南への撤退を命令、傅作義が指揮する第35軍が太原を守備した 。11月4日に第5師団が第1軍に配属されたため、香月軍司令官は、第5師団の名誉のため同師団に対し太原の攻略を命じた。
11月6日、第5師団は太原城の攻撃を準備すると共に、軍使を派遣して開城・降伏を勧告した。しかし城内の守備軍は降伏を拒絶した。11月8日午前8時、第5師団は総攻撃を開始し城内に突入した。守備軍は頑強に抵抗し激しい市街戦が展開された。傅作義はわずかに残った守備軍2,000人を率いて包囲を突破して撤退、翌11月9日、太原は陥落した。第5、第20師団の損害は戦死889名、戦傷2,827名だった。太原攻略後、第5師団は石家荘への転進を命じられ、関東軍からの派遣部隊も復帰を命じられて帰還した。このため、第20師団が山西省に残ることになった。